# Myosotis arvensis
Myosotis arvensis é uma espécie de planta com flor pertencente à família Boraginaceae. 
A autoridade científica da espécie é (L.) Hill, tendo sido publicada em The Vegetable System. Or, the internal structure and the life of plants; their parts, and nourishment, explained; their classes, orders, genera, and species, ascertained, and described; in a method altogether new: comprehending an artificial index and a natural system. 7: 55. 1764.

## Portugal
Trata-se de uma espécie presente no território português, nomeadamente os seguintes táxones infraespecíficos:
- Myosotis arvensis subsp. arvensis - presente em Portugal Continental, no Arquipélago dos Açores e no Arquipélago da Madeira. Em termos de naturalidade é nativa de Portugal Continental e do Arquipélago da Madeira e introduzida no Arquipélago dos Açores. Não se encontra protegida por legislação portuguesa ou da Comunidade Europeia.